# Ботошани (окръг)
Вижте пояснителната страница за други значения на Ботошани.
Ботошани e окръг в регион Буковина в Румъния.

## Градове
- Ботошани (административен център)
- Дорохой
- Дарабани
- Савени

## География
Местоположение: област, заключена между реките Сирет и Прут, в североизточната част на страната. Граничи с Украйна (на север) и Република Молдова (на изток). На запад и юг граничи с румънските окръзи Сучава и Яш.
Площ: 4986 км2 (2,1% от територията на страната).
Население: 454 023 души (2002).
Релеф: предимно хълмист, не особено разнообразен.
Климат: умерено-континентален, силно повлиян от въздушните маси от източната част на континента. Средногодишната температура е сравнително по-ниска, отколкото в останалата част на страната (8 – 9 °C), с променливи валежи, слаби снеговалежи през зимата и лято с ниска влажност, с предимно северозападни и югозападни ветрове.
Реки: Прут, Сирет, Бсеу и Жижя с основни притоци Ситна, Милетин, Дреслеука.
Езера: Драксани (440 ha в долината Ситней); Негрени (304 ha в долината Басеу), Кал Алб, Ханести, Милянка, Хавърна;

## Култура
- Къща музей „Михай Еминеску“, Ипотещ, (на 8 km от Ботошани) – домът, в който се е родил известният румънски поет Михай Еминеску (1850 – 1889).
- Къща музей „Джордже Енеску“, Ливен – роден дом на Джордже Енеску, известен румънски композитор, диригент, пианист и цигулар.
- Къща музей „Николае Йорга“, Ботошани – роден дом на известния румънски историк Николае Йорга.
- Музей „Джордже Енеску“, Дорохой.
- Музей „Октав Оническу“ (математик и философ), Ботошани.
- Окръжен музей, Ботошани – с етнографска, историческа и археологическа секции.
- Музей на природните науки, Дорохой.
- Археологически музей, Савени.
- Художествена галерия „Щефан Лукиян“, Ботошани.
- Държавен театър „Михай Еминеску“, Ботошани.
- Куклен театър „Василаке“, Ботошани.
- Старият център на Ботошани – със сгради от XVII XVIII век.